# Chandžar

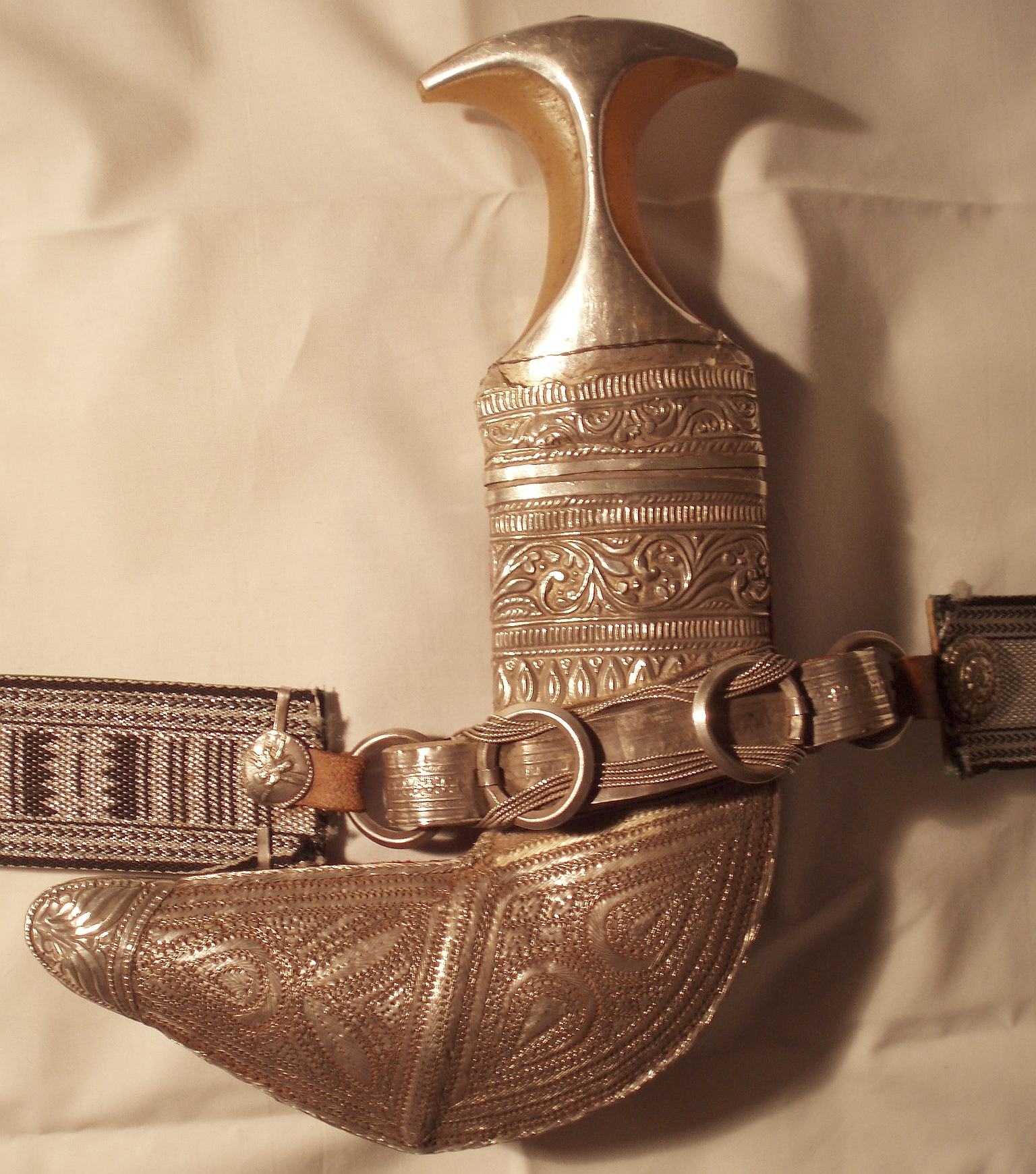
Chandžar

Chandžar či handžár, někdy přepisováno též po anglickém vzoru khanjar, arabsky خنجر‎, je tradiční ománská dýka.
Čepel chandžaru je zahnutá a má ostří na obou stranách. Jílec je vyrobený ze stříbra a často bývá zdobený, pouzdro je většinou ze slonoviny. Je součástí tradičního ománského kostýmu. Nosí se na přední části těla na speciálním pásu a ománský muž si ji sebou bere na festivaly, oslavy a důležité schůzky. Je to symbol mužství, tradice a kuráže.
Kromě Ománu bylo a místy stále je její nošení a používání široce rozšířeno od Balkánu po Indii.

## Symbolika
Chandžar je vyobrazen na ománském státním znaku, a tím i na ománské vlajce.

Ománský státní znak
Ománská vlajka Poměr stran: 1:2